# Samsung Galaxy S II
O Samsung Galaxy S II (ou Galaxy S2) é um smartphone com sistema Android e interface TouchWiz 4.0 anunciado pela Samsung em 13 de fevereiro de 2011, no Mobile World Congress.

## Descrição
O Galaxy S II é o sucessor do Samsung Galaxy S. Possui um processador Exynos (próprio da Samsung) dual-core de 1.2 GHz (1,5 GHz em alguns países). Tem 16 GB de memória interna (8GB no Lite), espessura de 8,5mm, tela WVGA Super AMOLED Plus de 4,27" (4" no Lite) e uma câmera de 8 megapixels (5 MP no Lite) com flash LED que pode gravar vídeos em alta definição 1080p com trinta fps. É um dos primeiros aparelhos à suportar a tecnologia Mobile High-Definition Link (MHL), que permite a transmissão de vídeo por saída HDMI em 1080p, usando o dispositivo ao mesmo tempo, memória interna de 16/32Gb com entrada de cartão de memória até 32 GB. O aparelho vem com Game Hub, Music Hub, Social Hub, que integra redes sociais como Facebook e Twitter em um só lugar ao invés de aplicações separadas. O Galaxy S II vem com Android 2.3.3 (Gingerbread) instalado. Diferente do primeiro Galaxy S, ele não tem TV Digital, assim como em outros países. O peso do celular é de 116 g. A versão nacional do aparelho está recebendo inúmeras críticas por não possuir alegadamente o vidro Gorilla Glass.

## Mídia
O Galaxy S II vem com suporte para vários formatos de arquivos multimídia e codecs. Para áudio suporta FLAC, WAV, Vorbis, MP3, AAC, AAC+, eAAC+, WMA, AMR-NB, AMR-WB, MID, AC3, XMF; para imagem suporta JPEG, PNG, GIF, WBMP, BMP e AGIF; os codecs de vídeo MPEG4, H.264, H.263, DivX HD/XviD, VC-1); e formatos de vídeo 3GP (MPEG-4), WMV (Advanced Systems Format), AVI (DivX). Foi confirmado o funcionamento com arquivos MKV.
Algumas funções atualmente não disponíveis no aparelho na versão brasileira incluem: Execução de funções por voz e o Music Hub.
O software brasileiro acompanha alguns aplicativos que não podem ser removidos sem ter acesso root.
Ele foi atualizado para o Android 4.0 e posteriormente para o Android 4.1.

## Recepção
Os comentários do Galaxy S II foram muito positivos. O site Engadget deu ao dispositivo uma nota 9/10, chamando-lhe de "o melhor smartphone Android atual" e "possivelmente o melhor smartphone, atualmente". O CNET UK deu ao dispositivo uma nota favorável de 4.5/5 e o descreveu como "um dos mais finos e leves celulares que já tive o privilégio de testar". O TechRadar deu o dispositivo a nota máxima, 5/5 e descreve os dispositivos como aquele que "estabeleceu um novo patamar para a smartphones em 2011". O site Enzo e BrunoPocketnow ficou "impressionado" com a velocidade do navegador. O site SlashGear afirma que o dispositivo "é uma referência entre os smartphones em geral". Já o GSMArena aponta alguns pequenos erros, revestido em plástico (porém muito mais resistente do que o primeiro Galaxy) e a deficiência do telefone não ter uma tecla/botão dedicada especialmente para a câmera, mas fora isso chama o aparelho de "absurdamente poderoso".

## Vendas
A segunda geração do Galaxy S levou apenas 55 dias para vender 3 milhões de unidades. A primeira versão do smartphone Galaxy S levou 85 dias para atingir esse mesmo número. Durante algum tempo foi o smartphone de maior sucesso da história da companhia.

## Próxima geração
A nova geração do Galaxy S foi batizada de Galaxy SIII. Os principais diferenciais foram a tela de 4.8 polegadas, o design, processador e o sistema, que é o Android Ice Cream Sandwich (4.0) integrado com a interface TouchWiz UX. O processador agora é um Exynos da própria Samsung, Quad-core e com clock de 1.4 GHz integrados com 1 GB de RAM no modelo Internacional e 2GB em modelos Norte-Americanos. O aparelho já foi lançado com o Slogan "Designed for Humans".